# 一田和樹
一田 和樹（いちだ かずき、1958年11月6日）は、日本の小説家・推理作家。東京都生まれ。カナダ・バンクーバー在住。

## 経歴・人物
コンサルタント会社社長、プロバイダ常務取締役などを歴任後、サイバーセキュリティ情報サービス事業を始める。2006年に退任後、札幌市に移住。2010年、『檻の中の少女』で第3回ばらのまち福山ミステリー文学新人賞を受賞。2011年、同作で作家デビュー。コンピュータセキュリティをテーマとしたミステリ小説を主に執筆する。
デビュー前の一年半におよぶ投稿時代に70以上の新人賞に応募した。文學界新人賞、小松左京賞、創元SF短編賞、ダ・ヴィンチ文学賞、ホワイトハート大賞、星新一賞の最終候補に残ったことがある。また、第144回コバルト短編小説新人賞を受賞している（『Cobalt』2010年3月号（集英社）に受賞作が掲載）。
また、２千本を超えるツイッター小説の書き手でもある。
ショートショートも得意で、小説現代「ショートショートコンテスト」の常連掲載者だった。

## 作品リスト

### 単行本
サイバーセキュリティコンサルタント君島悟シリーズ
- 檻の中の少女（2011年4月 原書房）
- サイバーテロ 漂流少女（2012年2月 原書房）
- サイバークライム 悪意のファネル（2013年2月 原書房）
- 絶望トレジャー（2014年11月 原書房）

安部響子シリーズ
- 天才ハッカー安部響子と五分間の相棒（2015年5月 集英社）
- 女子高生ハッカー鈴木沙穂梨と0.02ミリの冒険（2016年7月 集英社）
- 天才ハッカー安部響子と2,048人の犯罪者（2019年1月 集英社）

式霊の杜シリーズ
「いちだ かづき」名義。
- 式霊の杜（2012年6月 講談社X文庫ホワイトハート）
- 式霊の杜 愚者の約束（2013年3月 講談社X文庫ホワイトハート）

大正地獄浪漫シリーズ
漫画家の江口夏実が装画を手がける。
- 大正地獄浪漫（2018年8月 星海社）
- 大正地獄浪漫2（2018年12月 星海社）
- 大正地獄浪漫3（2019年8月 星海社）
- 大正地獄浪漫4（2020年3月 星海社）

### その他シリーズ・単刊作品
- キリストゲーム CIT内閣官房サイバーインテリジェンスチーム（2012年4月 講談社ノベルス）
- もしも遠隔操作で家族が犯罪者に仕立てられたら（2013年10月 技術評論社）
- ノモフォビア（2014年1月 キリック 電子書籍）
- 『電網恢々疎にして漏らさず網界辞典』準備室!1（2014年2月 技術評論社 電子書籍）
- 個人情報ロンダリングツール=パスワードリスト攻撃シミュレータの罠（2014年3月 技術評論社 電子書籍）
- 原発サイバートラップ（2016年8月、原書房）(2018年8月、集英社文庫)
- サイバー戦争の犬たち（2016年11月、祥伝社）
- 御社のデータが流出しています 吹鳴寺籐子のセキュリティチェック（2017年6月、早川書房）
- ウルトラハッピーディストピアジャパン 人工知能ハビタのやさしい侵略（2017年7月、星海社FICTIONS）
- 公開法廷 一億人の陪審員（2017年10月、原書房）
- 内通と破滅と僕の恋人（2017年11月、集英社）
- 義眼堂　あなたの世界の半分をいただきます（2020年2月21日、角川書店）

### 雑誌掲載短編
- 預り地蔵（光文社『ジャーロ』2011年夏号）
- サイバー空間はミステリを殺す（光文社『ジャーロ』54号（2015年6月）） - 『ベスト本格ミステリ2016』（講談社ノベルズ、2016年6月)に再録。

### 漫画原作
- オーブンレンジは振り向かない（白夜書房『ハッカージャパン』 2011年1月号 - 2013年1月号）
- ネバーエンディング絶望ランドの夏!（白夜書房『ハッカージャパン』 2013年5月号 - 2013年11月号）

### 評論、解説書
- サイバーセキュリティ読本（2013年7月原書房）
- アンダーグラウンドセキュリティ 1（2014年3月 角川書店 電子書籍）
- ネットの危険を正しく知るファミリー・セキュリティ読本（2015年3月、原書房）
- 犯罪『事前』捜査 知られざる米国警察当局の技術（江添佳代子 共著、2017年8月、角川新書）
- サイバーミステリ宣言!（2016年7月、KADOKAWA）遊井かなめ、七瀬晶、藤田直哉、千澤のり子共編
- サイバーセキュリティ読本新書（2017年5月、星海社）
- フェイクニュース 新しい戦略的戦争兵器（2018年11月、角川新書）
- 新しい世界を生きるためのサイバー社会用語集（2020年3月11日、原書房）

### その他
- ニューズウィーク日本版、ハーバービジネスオンライン、集英社文庫WEB、TOKIO CYBER PORTなどでコラムを連載。